# Riotorto
Riotorto is een gemeente in de Spaanse provincie Lugo in de regio Galicië met een oppervlakte van 66 km². Riotorto telt 1.322 inwoners (1 januari 2016).